# Felip Caparrós
Felip Caparrós i Rosain (ca. 1900 - març de 1959) fou un pianista, director d'orquestra i compositor de sarsueles i de revistes que s'estrenaren principalment a les dècades dels anys 20 i 30 del segle passat als teatres del Paral·lel barceloní.
Segons l'Acadèmia Brasilera de Música, fou fill de Petra (Pere?) Caparrós i es casar amb la soprano Júlia Caparrós. Va morir el març de 1959. A Recife va treballar a les emissores de ràdio Clube de Pernambuco i Tamandaré.
Fou membre de la Junta de l'Agrupació Espanyola de Mestres Directors, vicesecretari de l'agrupació l'any 1921.

## Obra dramàtico-musical
- Portfolio del Teatro Nuevo. Revista. Llibret: M. Prats, Josep Santpere i Leopoldo Giménez Blat. Música: Felip Caparrós. Estrenada al Teatre Nou (Avinguda del Paral·lel), Barcelona. Desembre 1917
- Barcelona en rodolins, vista per fora i per dins. Revista en 1 acte. Llibret: Enric Tubau i Luis Angulo. Música: Felip Caparrós. Estrenada al Teatre Còmic, Barcelona. 11 agost 1923
- Els ganduls d'en Targarona. Sarsuela en 2 actes. Llibret de Lluís Planas de Taverne. Música de Felip Caparrós. Barcelona. Octubre 1923
- No hi ha res com Barcelona!. Revista en 1 acte. Llibret: Leopoldo Giménez Blat i Eugenio Rodríguez Arias. Música de Felip Caparrós i d'Isidre Roselló i Vilella. Estrenada al Teatre Nou, Barcelona. 18 març 1925
- Fiat-Lux. Revista en 2 actos. Llibret: Armando Oliveros Millán, Pedro Puche Lorenzo i Salvador Valverde. Música de Felip Caparrós i d'Isidre Roselló. Barcelona. Maig 1925
- La taverna d'en Mallol. Impressió lírico-dramàtica en un acte, dividit en dos quadres.(Inspirada en la popular "Cançó de la Taverna" d'Apel·les Mestres). Llibret de Víctor Mora i Alzinelles. Música: Felip Caparrós. Estrenada al Teatre Nou, Barcelona. Dissabte, 19 abril 1930
- La revolta. Episodi líric en dos actes, el segon dividit en tres quadres. Llibret: Víctor Mora i Alzinelles. Música: Felip Caparrós. Estrenat al Teatre Nou, Barcelona. 31 maig 1930